# عوسق
العَوْسَّق أو العاسُوق ويُكنى بأبي عُمٓيْرَّة في البلاد المغاربية (بالانجليزية: kestrel) هو اسم شائع يُطلق على مجموعة من الجوارح من جنس الصقر (الاسم العلمي: Falco). يمكن تمييز العواسِق بسهولة من خلال سلوك الصيد خاصتها وهو الحوم (أي الطيران في مكانها) على ارتفاع 10-20 متر في الأراضي المفتوحة والانقضاض السريع على الفريسة الأرضية، التي عادةً ما تكون ثدييات الصغيرة أو السحالي أو الحشرات الكبيرة، بينما الصقور الأخرى تُفضل أكثر المطاردات. تتميز أغلب أنواع العواسق بكِسوة بُنية.